# Banca d'Indonesia
La Banca d'Indonesia (BI) è la banca centrale della Repubblica di Indonesia. Sostituì nel 1953 la Banca di Giava (in olandese: De Javasche Bank, DJB), che era stata creata nel 1828 per soddisfare le esigenze finanziarie delle Indie Orientali Olandesi. Opera con 37 uffici in Indonesia e quattro uffici di rappresentanza a New York, Londra, Tokyo e Singapore. 

## Storia

### Banca di Giava
Re Guglielmo I dei Paesi Bassi concesse il diritto di creare una banca privata nelle Indie nel 1826, che fu chiamata De Javasche Bank. Fu fondata il 24 gennaio 1828 e in seguito divenne la banca di emissione delle Indie Orientali Olandesi. La banca regolamentò ed emise il fiorino delle Indie Olandesi.

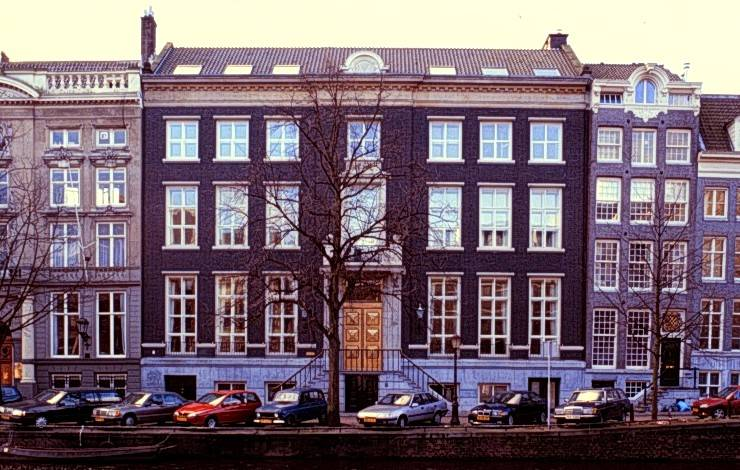
Keizersgracht 666-668, ex ufficio della Banca di Giava ad Amsterdam

Nel 1881 fu aperto un ufficio della Banca di Giava ad Amsterdam. Successivamente seguì l'apertura di un ufficio a New York. Nel 1930 la banca possedeva sedici filiali nelle Indie Orientali Olandesi: Bandung, Cirebon, Semarang, Yogyakarta, Surakarta, Surabaya, Malang, Kediri, Banda Aceh, Medan, Padang, Palembang, Banjarmasin, Pontianak, Makassar e Manado.

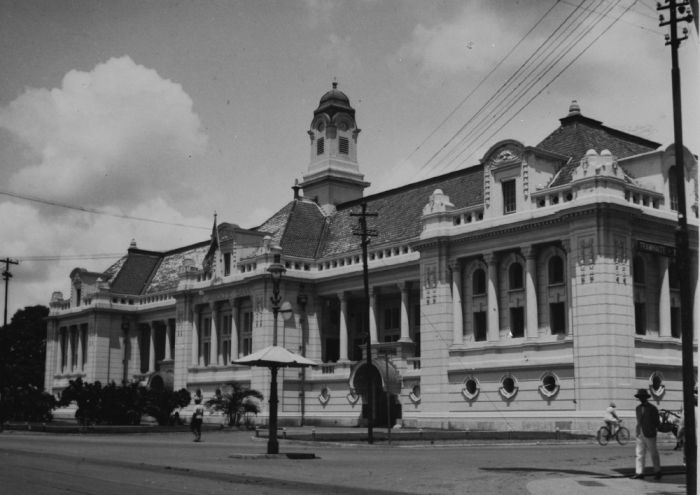
Sede della Banca di Giava a Batavia, ora Museum Bank Indonesia a Giacarta

La Banca di Giava era gestita come una banca privata e le persone, così come le industrie, ecc. potevano ottenere aiuto negli uffici della banca.
È attualmente governata ad interim da Darmin Nasution; l'ultimo governatore, Boediono, ha rassegnato le dimissioni essendosi candidato alla vicepresidenza dello stato nelle elezioni del 2009 e il suo successore deve essere ancora nominato dal presidente Susilo Bambang Yudhoyono.
Il ministro delle finanze Sri Mulyani Indrawati è stato proposto come candidato precedentemente nel 2009, ma probabilmente rimarrà nel consiglio dei ministri di Yudhoyono.

## Storia
La Bank Indonesia fu fondata il primo Luglio 1953 dalla nazionalizzazione della De Javasche Bank, una banca olandese risalente al periodo coloniale.
Per i successivi 15 anni, la Bank Indonesia continuò a portare avanti attività commerciali ed allo stesso tempo ad agire come banca nazionale.
Questo finì con la legge sulla banca centrale n.13/1968, successivamente sostituita dalla legge n.23/1999, che affrancò la banca dalle interferenze governative.
Di conseguenza, la banca fece capo al People's Representative Council invece che al presidente, e il governatore della banca non fu più un membro del gabinetto.

## Organizzazione
La banca è condotta da un consiglio di amministrazione, che comprende un presidente, un vice presidente e tra quattro e 7 vice-amministratori.
Il presidente e i vice-amministratori rimangono in carica cinque anni, e sono rieleggibili per un massimo di due mandati.
Gli amministratori sono nominati e designati dal presidente, con l'approvazione del People's Representative Council.
Il presidente non ha il potere di dimettere un membro del consiglio di amministrazione, eccetto quando uno di essi decide volontariamente di dimettersi, subisce permanentemente un handicap, o è dimostrato colpevole di un reato.
Il Consiglio di amministrazione prende le decisioni più importanti della banca. È tenuto una volta al mese a decidere sulla politica generale degli affari, e almeno una volta la settimana valuta l'attuazione delle politiche generali o decide su altre politiche strategiche.

## Obiettivi strategici
Gli obiettivi della banca, come descritti dal  sito web (archiviato dall'url originale il 15 giugno 2008). sono::
1. Mantenere la stabilità monetaria
2. Mantenere la sostenibilità finanziaria della Bank of Indonesia
3. Rafforzare l'efficienza della gestione monetaria
4. Creare una solida ed efficiente stabilità del sistema bancario e finanziario
5. Mantenere la sicurezza e l'efficienza del sistema di pagamento
6. Aumentare l'efficacia dell'implementazione di un buon governo
7. Rafforzare l'organizzazione e formare risorse umane altamente competenti con il supporto di una cultura del lavoro knowledge-based
8. Integrare la trasformazione della Bank of Indonesia secondo l'orientamento di Bank Indonesia del 2008

## Lista di governatori
| No. | Nome                     | Incarico  |
| 1.  | Radius Prawiro           | 1966-1973 |
| 2.  | Rachmat Saleh            | 1973-1983 |
| 3.  | Arifin Siregar           | 1983-1988 |
| 4.  | Adrianus Mooy            | 1988-1993 |
| 5.  | J. Soedradjad Djiwandono | 1993-1998 |
| 6.  | Syahril Sabirin          | 1998-2003 |
| 7.  | Burhanuddin Abdullah     | 2003-2008 |
| 8.  | Boediono                 | 2008-2009 |
| 9.  | Darmin Nasution          | 2009-     |